# Gale W. McGee

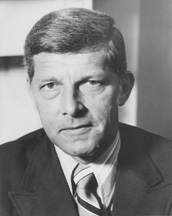
Gale W. McGee

Gale William McGee (* 17. März 1915 in Lincoln, Nebraska; † 9. April 1992 in Washington, D.C.) war ein US-amerikanischer Politiker der Demokratischen Partei. Von 1959 bis 1977 saß er für den Bundesstaat Wyoming im US-Senat.

## Frühe Jahre
McGee wurde in Lincoln in Nebraska geboren. Er besuchte dort die öffentlichen Schulen und wollte ursprünglich Jura studieren. Aufgrund der Weltwirtschaftskrise konnte er diesen Plan allerdings nicht in die Tat umsetzen, sondern ging stattdessen an die Staatliche Lehrerschule in Wayne. 1936 schloss er dort ab und war fortan als Lehrer an einer High School tätig. Während dieser Tätigkeit studierte er an der University of Colorado Boulder Geschichte. An der Nebraska Wesleyan University, der Iowa State University und der University of Notre Dame war er in den folgenden Jahren als Hochschullehrer tätig. 1946 erhielt McGee dann seinen Ph.D. in Geschichte von der University of Chicago. Daraufhin folgte er einem Ruf der University of Wyoming, wo er fortan als Professor lehrte.

## Politische Karriere
McGee war Mitglied der Demokratischen Partei. 1950 wurde er als Kandidat für das US-Repräsentantenhaus vorgeschlagen, lehnte jedoch ab, da er Wyoming und die dort lebenden Menschen erst besser kennenlernen wollte. In den Jahren 1955 und 1956 zog es ihn von der Universität in die Politik, als er als Assistent von Senator Joseph C. O’Mahoney arbeitete.
1958 verließ er die Universität dann endgültig, um für den Senat zu kandidieren. Sein Programm bestand aus jugendlichen und völlig neuen Ideen. Seine Kampagne erweckte die Aufmerksamkeit von Eleanor Roosevelt, die eine nationale Spendenkampagne für ihn ins Leben rief. Die Wahl ging sehr knapp zugunsten McGees aus. Er setzte sich gegen den republikanischen Amtsinhaber Frank A. Barrett durch. Zu Beginn seiner Zeit im Senat wurde er Mitglied des Senate Committe on Interstate and Foreign Commerce und des prestigeträchtigen Senate Committee on Appropriations. Er war der erste Freshmen, dem diese Ehre zuteilwurde.
US-Präsident Dwight D. Eisenhower nominierte 1958 den Republikaner Lewis Strauss als neuen Handelsminister. Zu dieser Zeit setzten sich die 13 Vorgänger von Strauss bei ihrer Nominierung in durchschnittlich acht Tagen durch und wurden vom Senat bestätigt. Wegen persönlicher und fachlicher Differenzen teilte Senator Clinton Presba Anderson mit, dass eine Bestätigung der Nominierung durch den Senat unwahrscheinlich sein werde. Einen Verbündeten fand er in McGee, der im federführenden Interstate und Foreign Committee saß. Die Anhörungen im Committee dauerten insgesamt 16 Tage, was für einen Handelsminister bereits ungewöhnlich lang war. Das Committee empfahl dem Senat die Bestätigung mit neun zu acht Stimmen. Aufgrund der Tatsache, dass die Demokraten eine äußerst bequeme Mehrheit im Senat hatten, Präsident Eisenhower beim Volk jedoch sehr beliebt war, galt die Ablehnung der Nominierung von Strauss keineswegs als sicher. Die Schlussabstimmung fiel dann erwartungsgemäß knapp aus. Strauss scheiterte mit 46 zu 49 Stimmen. Zu dieser Zeit war es erst das achte Kabinettsmitglied, welches nicht vom Senat bestätigt wurde.
Mit Präsident John F. Kennedy verband McGee eine persönliche Freundschaft. Beide kannten sich aus dem Senat. Während einer Reise im September 1963 durch Wyoming begleitete McGee den Präsidenten.
1964 wurde McGee zum ersten Mal als Senator wiedergewählt. In seiner zweiten Amtszeit wurde er Mitglied des Senate Committee on Foreign Relations und Vorsitzender des Senate Committee on Civil Service. Während seiner zweiten Amtszeit unterstützte McGee die Ansichten von Präsident Lyndon B. Johnson zum Vietnamkrieg. Zu dieser Zeit erwog Johnson, McGee nach Ablauf der Amtszeit von Arthur Goldberg zum Botschafter der Vereinigten Staaten bei den Vereinten Nationen zu berufen, stattdessen berief er George Wildman Ball.
McGee wurde 1970 für eine dritte Amtszeit wiedergewählt. Er konnte sich deutlicher als erwartet gegen seinen Gegenkandidaten John S. Wold durchsetzen. Er zog wieder in die gleichen Committees ein wie sechs Jahre zuvor auch. Die dritte Amtszeit war geprägt von der Watergate-Affäre. Er vertrat auch in Wyoming unbeliebte Positionen, so zum Beispiel die Einführung des Tempolimits von 55 Meilen pro Stunde während der Ölkrise.
1976 wurde er von seinem republikanischen Herausforderer Malcolm Wallop besiegt. 1977 schied McGee dann aus dem Senat aus.

## Weitere Karriere
1977 wurde McGee von Präsident Jimmy Carter als Nachfolger von William S. Mailliard zum Ständigen Vertreter der Vereinigten Staaten bei der Organisation Amerikanischer Staaten berufen. Diesen Posten besetzte er bis 1981. Nachdem er als Botschafter ausgeschieden war, gründete er eine Consulting-Firma.

## Privatleben
McGee war mit Loraine Baker verheiratet. Gemeinsam hatten beide vier Kinder. Er starb 1992 in Washington, D.C. und wurde dort auf dem Oak Hill Cemetery beigesetzt.

## Posthumes Wirken
Die Kongressmitglieder aus Wyoming brachten im Januar 2007 ein Gesetz in den Kongress ein, wonach das Postamt in Laramie in das Gale W. McGee Post Office umbenannt werden sollte. Am 29. Januar 2007 stimmte das Repräsentantenhaus zu, am 7. Februar dann auch der Senat. Präsident George W. Bush unterzeichnete das Gesetz am 7. März 2007.